# 顔弓

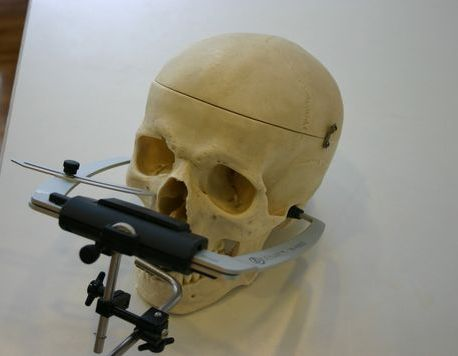
顔弓を装着したスカル模型

顔弓（がんきゅう、face-bow、フェイスボウとも）とは歯科診療・研究を目的として、生体の歯列・顎堤と下顎骨顆頭の位置関係を咬合器上に転写再現する為の補助装置の事である。1899年にスノーが初めて考案した。
特に臨床上では、前歯部のロングスパンのブリッジなど多数歯を同時に補綴する場合に多用される。フランクフルト平面（左右どちらかの眼下の点と耳珠の3点を結んでできる平面）と咬合平面との関係は平行性を常に持つものではないため、模型のみ見て作成すると前歯部が斜めに傾いた補綴部が作成される事がある。顔弓を使用するとフランクフルト平面と口腔との3次元的な位置関係が咬合器上で再現できるため、そのテクニカルエラーを防ぐことができる。